# Олимпизам
Олимпизам − се односи на филозофију Олимпијских игара. Основни принципи олимпизма наведени су у Олимпијској повељи. Олимпизам је такође и помало утопистички али са добрим идејама.
Олимпизам, олимпијски покрет, настоји да створи начин живота спајањем спорта са културом, образовањем и међународном сарадњом. Заснива се на труду, васпитној вредности доброг примера, друштвеној одговорности и поштовању универзалних основних етичких принципа. Главни циљ олимпизма је да стави спорт у службу хармоничног развоја човечанства у циљу промовисања мирног друштва које брине о очувању људског достојанства.
По принципима олимпизма, бављење спортом је људско право. Сваки појединац мора имати могућност да се бави спортом, без дискриминације било које врсте иу олимпијском духу, што захтева међусобно разумевање у духу пријатељства, солидарности и фер-плеја.
Принцип недискриминације је у срцу олимпизма. Олимпизам каже да уживање права и слобода бављења спортом треба да се одвија без дискриминације било које врсте, као што су раса, боја коже, пол, сексуална оријентација, језик, вера, политичко или друго мишљење, национално или социјално порекло, имовина, рођење или други статус.
Олимпијисти су присталице или заговорници олимпизма који свој рад обично називају „изградњом бољих људи“.

## Олимпизам на делу
Шест активности је тренутно укључено у Олимпизам на делу. Активности обухватају: Развој кроз спорт, Образовање кроз спорт, Мир кроз спорт, Спорт и животну средину, Спорт за све и жене и спорт. Ове активности подржава Олимпијски покрет.
Међународни олимпијски комитет (МОК) подржава развој кроз спорт радећи са Уједињеним нацијама (УН) и другим владиним агенцијама како би помогли људима да сагледају, стекну и разумеју свет око себе кроз атлетику. За образовање кроз спорт, МОК је креирао Образовни програм о олимпијским вредностима (ОВЕП) како би научио своје учеснике о предностима физичке активности и бављења спортом. Председник МОК-а Томас Бах показао је подршку Миру кроз спорт рекавши да олимпијски спортисти „показују целом свету да је могуће да се такмичимо једни са другима, живећи у миру заједно. Олимпијске игре су још релевантније него икад ако би се организације и државе придржавале правила.”
Да би подржао своју идеју о спорту и животној средини, МОК је главни партнер за подршку за одрживи спорт и догађаје (ССЕ) који је креирала Међународна академија за спортску науку и технологију (АИСТС). Приручник се фокусира на то како национални олимпијски комитети треба да изаберу град или градове за домаћине, као и на изградњу места, превоза и смештаја за спортисте и посетиоце. МОК ради на Спорту за све како би понудио приступ спорту свима, без обзира на њихов пол, расу или друштвену класу. Жене у спорту је начин МОК-а да настави да подржава и унапређује родну равноправност. Они то чине стварањем „кампања за развој лидерства, заговарања и подизања свести“ и стављајући више жена на руководеће улоге у Комитету.